# Fluorotelomerové alkoholy

8:2 fluorotelomerový alkohol (8:2 FTOH)

Fluorotelomerové alkoholy (zkráceně FTOH) jsou fluorotelomery obsahující alkoholové funkční skupiny. Vyrábějí se z nich perfluorované karboxylové kyseliny, jako například perfluoroktanová a perfluornonanová, a další látky.

## Názvosloví
Fluorotelomerový alkohol se obvykle pojmenovává podle počtu fluorovaných a nefluorovaných atomů uhlíku, například 8:2 fluorotelomerový alkohol je molekula obsahující 8 fluorovaných uhlíků a 2uhlíkatou ethylalkoholovou skupinu. Fluorotelomerové alkoholy mají nejčastěji strukturu F(CF2)nCH2CH2OH, kde n je sudé číslo.

## Chemické vlastnosti
Výroba fluorotelomerového alkoholu vyžaduje několik tetrafluorethenových jednotek, které vytvoří oligomer s pentafluorjodethanem navázaným na konec řetězce. Fluorovaný organojodid poté reaguje s ethenem za vzniku molekuly, která má širší rozsah syntetických využití. Koncový atom jodu se nakonec nahradí hydroxylovou skupinou. Z fluorotelomerových alkoholů lze vyrábět polyakryláty s fluorotelomerovými alkoholovými skupinami navázanými esterovými skupinami.

## Bezpečnost

Aerobní biotransformace 8:2 fluorotelomerového alkoholu v půdě

Fluorotelomerové alkoholy jsou těkavé a lze je nalézt ve vzduchu.
Akryláty s fluorotelomerovými substituenty jsou zkoumány jako látky, jejichž produkty rozkladu mohou znečišťovat životní prostředí.
Ve dvou studiích, zaměřených na dvojici akrylátů ve čtyřech druzích půdy a ve vodě, byly zjištěny poločasy rozkladu v rozmezí 33 až 112 let.
Fluorotelomerové alkoholy mohou být biologicky přeměňovány na perfluorované karboxylové kyseliny, jako jsou kyselina perfluoroktanová a perfluornonanová.
Fluorotelomerové alkoholy 6:2 a 8:2 mají estrogenní účinky.

10:2 fluorotelomerový alkohol

Také atmosférickou oxidací fluorotelomerových alkoholů se mohou tvořit perfluorované karboxylové kyseliny.
Kromě perfluorovaných karboxylových kyselin mohou z fluorotelomerových alkoholů vznikat i nenasycené karboxylové kyseliny.